# كول كروجر
كول كروجر (بالإنجليزية: Cole William Isaac Krueger)‏ (بالمجرية: Cole Krueger)‏ هو متزلج سريع مجري وأمريكي، ولد في 22 أغسطس 1991.

## وصلات خارجية
- كول كروجر على موقع SpeedSkatingNews.info (الإنجليزية)
- كول كروجر على موقع ShortTrackOnLine.info (الإنجليزية)
- كول كروجر على موقع ShortTrackOnLine.info (الإنجليزية)
- كول كروجر على موقع اللجنة الأولمبية والبارالمبية الأمريكية (الإنجليزية)